# Leica Compur
Le Leica Compur (Leica B pour les États-Unis) est une variante simplifiée du Leica I commercialisée par Leica en 1926. L'obturateur plan focal est remplacé par un obturateur central Compur fourni par la maison Deckel.

## Histoire
Malgré le succès remporté par le Leica I la maison Leitz lance en 1926 un modèle avec obturateur central "Compur". Les raisons de ce choix ne sont pas claires entre la possibilité de vitesses lentes jusqu'à la seconde, la méfiance de certains clients devant l'obturateur plan focal et un prix de revient nettement inférieur donnant un appareil plus abordable.
La dégradation de l'agrément d'utilisation ne compense pas pour les clients la baisse de prix et le succès est fort modéré et il n'en est produit qu'environ 1 500 exemplaires ce qui, un siècle plus tard, en fait un appareil rare prisé des collectionneurs.

## Technique
Le boitier est semblable à celui du Leica I mais l'obturateur se trouve au bout du tube rentrant qui porte l'objectif Elmar. Il n'y a pas de télémètre. Une barrette coudée fixée sur la façade sert de butée pour la mise au point à l'infini. Un viseur de Galilée est fixé sur le capot. Il en est fabriqué environ 1 500 exemplaires.
L'armement de l'obturateur n'est plus assuré automatiquement lors de l'avancement du film et doit se faire manuellement par l'intermédiaire d'un levier placé sur l'obturateur. Le déclenchement se fait aussi sur l'obturateur et, pour libérer l'avancement du film, il faut presser un bouton situé à l'emplacement du déclencheur des versions à obturateur plan focal.